# Janina Uhse
Janina Uhse (Husum, 2 ottobre 1989) è un'attrice tedesca.

## Filmografia parziale

### Cinema
- Unsere Zeit ist jetzt, regia di Martin Schreier (2016)
- High Society - Quando gli opposti si attraggono (High Society), regia di Anika Decker (2017)
- Der Vorname, regia di Sönke Wortmann (2018)
- La febbre del cemento (Betonrausch), regia di Cüneyt Kaya (2020)
- Berlin, Berlin, regia di Franziska Meyer Price (2020)
- Es ist zu deinem Besten, regia di Marc Rothemund (2020)
- Der Nachname, regia di Sönke Wortmann (2022)
- Blame the Game (Spieleabend), regia di Marco Petry (2024)

### Televisione
- Grani di pepe (Die Pfefferkörner) - serie TV, un episodio (2003)
- Il medico di campagna (Der Landarzt) - serie TV, 18 episodi (2003-2008)
- Gute Zeiten, schlechte Zeiten - serie TV, 330 episodi (2008-2017)

## Doppiatrici italiane
Nelle versioni in italiano delle opere in cui ha recitato, Janina Uhse è stata doppiata da:
- Chiara Gioncardi ne La febbre del cemento
- Marta Gallone in Blame the Game